# TERO
TERO（てろ、9月8日 - ）は、日本のミュージシャン、ドラマー、ピアニスト。北海道新ひだか町出身。

元ヴィドールのドラマーで、現†яi¢кのドラマー、ピアニスト。身長168cm。血液型はB型。

## 概要
ヴィドール時の表記はテロ。名前の由来はテロリストから。

本人は「どうせバンドなんて2年くらいで終わるから何でも良いや」と言って名前を決めるも、以後も名前が大幅に変更される事のないまま、現在に至る。

## 来歴

### 幼少期
幼少期の頃はピアノを習っていた、当時の思い出の曲はKinKi Kidsの「ジェットコースター・ロマンス」との事。

### 学生時代
中学校から高校までは吹奏楽で様々な楽器を担当し、高校2年生から部長をやっていた。

バンドでの初ライブは中学3年生の学校祭で、ZIGGYの「I'm GETTIN BLUE」とGLAYの「ずっと2人で」を演奏。

当時、練習は生ドラムを割り箸で叩いて練習していたという。

その後、X JAPANの「紅」を初めて聞いて、バンドに本格的に目覚める。

元々いじめられっ子だった為、どうしたら良いかと考えた結果、「身体を鍛える」事になり、中学3年生の時から毎日筋トレを開始。結果、筋トレにハマってしまう事となる。

その後も筋トレを継続した成果として、高校1年生の時点で背筋力が200kgを超える事となった。
高校の時は音楽サークルを知り合いと作り、地元のイベントや他校の学内イベント、野外フェス、スナックバーなどでライブなどを行っていた。

高校卒業後はBARで働き、お金を貯めてから東京へ上京。

その時、特に好きなジャンルでは無かったヴィジュアル系という音楽と出会い、その頃に知り合ったラメと一緒にメンバーを集めて、ヴィドールを結成する事となる。

また、同バンドを結成する前に、当時働いてた居酒屋の店員とのポップバンドで、一度だけ原宿ロサンゼルスクラブでライブを行なった事がある。

### ヴィドールの結成
2002年3月10日、ヴィドール結成。

ヴィドールのロゴ

アメリカ・ロスアンジェルスのウィルトン・シアター音楽イベント『Jロック・レボリューション』に参加。日本から9バンドを招いて開催された。初日の25日はそのうちの4バンド、kagrra、DuelJewel、雅、ヴィドール、アリス九號.参加
台湾などの国で海外公演を敢行。
2009年2月18日、日本クラウンよりシングル「Puzzle ring」にてメジャーデビュー。

2011年　台湾などの国で海外公演を敢行。
2011年5月7日、新木場STUDIO COASTにてヴィドール解体。

### その他の音楽活動
2012年1月1日、正式メンバーとして†яi¢к加入。
†яi￠кをメインにヴィジュアル系関係のドラムサポート、ピアノサポート、セッションライブで活動。
元、いいとも青年隊の岸田健作　(現. Kensaku Kishidaとしてsolo project「Ash Berry」)の、PVにドラマーとして参加。　RoViN
- 1st.Maxi Single Vanilla-君がいる空へ-/√69/RoViN(2012年)

アニソンシンガー「谷本貴義」東名阪ライブツアー2012「THE DISCOVERY」やイベントなどでドラマーとしてサポート。
2016年、defspiralのドラマーのMASAKIがヘルニア治療の為、代役として同年1月〜6月の期間、6周年ライブツアーとタイで開催のJapan Expoにサポート参加。
2018年1月、DのヴォーカルASAGIの「浅葱」名義によるソロアルバム「斑」にゲスト参加。
2020年3月、シブヤDOMINIONの7thシングル「Back shot Punchline」にて、表題曲を楽曲提供している。
2021年2月、TERO名義にて「9の拍動」リリース。同作ではヴォーカル、ピアノ、ドラムを担当している。レコーディングではGt.YOSHIHIROとBa.TABOKUNが参加している。
同年10月、千聖（PENICILLIN）バースデーライブ「千聖50祭」にてピアノで参加。
樹威vo(GOTCHAROKA) DIAURA vo(yo-ka)
のユニット、「みちのくダブルドラゴン」のドラムとして参加。
ka-yu(Janne Da Arc)THE LIVE 
2024 10月11.12日名古屋Red Dragon 
12月3日渋谷CLUB QUATTROでサポートドラマーとして参加。

## サポート
- GOTCHAROCKA
- ウミユリ
- 高橋尽（HERO）
- 千聖
- Daisy×Daisy
- 谷本貴義[3]
- シブヤDOMINION
- 最上川司
- defspiral
- Dear Loving
- Black Gene For the Next Scene
- jack rose.
- 月野恵梨香[4]

etc…

## 参加作品
- ASAGI（浅葱名義）「斑」収録曲：雲の通ひ路[5]

## その他
- 実家は競走馬育成の牧場であり、牧場で育ちながらも本人は牧草アレルギーである。
- 非喫煙者でたばこは吸わない。好きなものはお酒。天然キャラとして知られている。漫画、馬、爬虫類、熱帯魚が大好きである。
- セッションバンドなどにドラマーとしてだけでなく、ヴォーカルやキーボードでも参加[6]。その一つである、セッションバンド「楽しいことしましょう」は、年に2～3回程のライブ活動を行っている。
- 他アーティストへの楽曲提供で、作曲参加もしたりしている。毎年、誕生日の9月8日にはソロライブを行なっている。
- 自然が好き。
- かなりの天然である。
- ヴィドール時代は重鎮と呼ばれていた。
- DのHIROKIとは筋肉仲間である。
- 前バンド、ヴィドールのボーカル樹威の現バンドであるGOTCHAROCKAのサポートドラムとしてライブに参加している。
- 目標としているドラマーはX JAPANのYOSHIKI。
- ヴィドール時代のクリスマスライブでは、クリスマスファイターとして、タッキー&翼の「Venus」を歌って踊った。
- バク転などのアクロバティックもできる。
- タイ映画「FinSugoi」に†яi¢кとして出演している。
- 職歴経歴は色々とやっていて、職人系、飲食系など様々な仕事を経験。配達やポスティング、バーテンダー、居酒屋、引っ越し業、建築、土木関係などの他、最近では屋根瓦の応急処置、農家、スーパー品出しなどもやっていたりする。
- 格闘技も好きでボクシング、キックボクシングなどのジムにも通っている。プロレスやK-1なども好きである。交流関係が広く、漫画家や不動産、料理人、弁護士、食品会社社長など様々な人との交流がある。極真空手の竹山晴友とも仲が良い。